# Parlamentarna preiskava
Parlamentarna preiskava je ustavni institut, s katerim državni zbor uresničuje funkcijo širšega družbenega nadzora. Temeljna načela določa 93. člen URS, podrobneje pa poslovnik in zakon o parlamentarni preiskavi in delno tudi kazenski zakonik. Namen teh preiskav je poiskati nepravilnosti, ki jih povzročajo nosilci javnih funkcij in pooblastil.
Lahko se odredi le o zadevah javnega pomena, NE SME SE ODREDITI O ZADEVAH IZ REDNE PRISTOJNOSTI SODIŠČ. Dobljeni rezultati služijo oceni dejanskega stanja. Na podlagi tega pa se DZ odloči o:
-politični odgovornosti nosilcev javnih funkcij in pooblastil
-spremembi zakonodaje na določenem področju,
-druge odločitve iz pristojnosti DZ.
POSTOPEK PARLAMENTARNE PREISKAVE
Postopek se sproži na:
-predlog DZ(vsak poslanec lahko predlaga --> odloča cel DZ z relativo navadno večino (2/3 navzočih poslancev)večinska preiskava)
-ZAHTEVO 1/3 poslancev,-->manjšinska
-ZAHTEVO Državnega sveta.-->manjšinska preiskava
Zahteva mora vsebovati:
-navedbo razlogov, za preiskavo,
-predlog dokazov, ki naj se izvedejo
Parlamentarno preiskavo izvaja parlamentarna komisija, ki jo imenuje DZ, sestavljena je izključno iz poslancev DZ in se oblikuje po načelu proporcionalnosti in paritete. Sestavlja jo: PREDSEDNIK(izbran izmed poslancev, ki so vložili zahtevo), NAMESTNIK in NAJMANJ 5 ČLANOV. Za vsako parlamentarno preiskavo se ustanovi nova posebna preiskovalna komisija.
OBSEG POSTOPKA:
-Pripravljanje in preiskovanje,
-oblikovanje dokaznega sklepa, ter njegov sprejem,
-izvajanje dokazov,
-posvetovanje in sklepanje o ugotovitvah preiskave
-izdelava in sprejem poročila za DZ
DZ LAHKO POROČILO:
-sprejme,
-zavrne,
-zahteva dopolnitev postopka,
-prekine(lahko kadarkoli nadaljujejo)-na presdlog p.komisije.
-ustavi(ne more več nadaljevati v istem mandatu, razen če so odkrita nova dejstva)
PREISKAVA, KI NI BILA KONČANA V MANDATNI DOBI ŠTEJE ZA KONČANO, NOVI DZ PA JO LAHKO PONOVNO UVEDE.